# Ian Brooker
Murray Ian Hill Brooker (Adelaida, Australia, 2 de junio de 1934-Canberra, 25 de junio de 2016) fue un botánico australiano. Es ampliamente reconocido como una notable autoridad en el género Eucalyptus
Ian Brooker nació en Adelaida, Australia Meridional en 1934. Obtuvo un B.Ag.Sc. de la Universidad de Adelaida, y un M.Sc. y un D.Sc. de la Universidad Nacional de Australia de Canberra. Trabajó en el "Soil Conservation Branch" del "Ministerio de Agricultura de Australia del Sur" de 1957 a 1963; posteriormente fue al "Departamento de Botánica" de la "Australian National University" hasta 1969; para pasar por un año en el Western Australian Herbarium.
En 1970, Brooker trabajó en el "Forest Research Institute de Canberra", hoy "Productos Forestales y Forestaciones del CSIRO". Allí se especializó en el género Eucalyptus, especialmente su Taxonomía. Viajó ampliamente a través de Australia colectando especímenes, publicando 100 artículos científicos, 180 de divulgación, y cuatro libros, siendo el principal autor de "Forest Trees of Australia".
Como experto en eucaliptos, viajó por el mundo: Estados Unidos, Brasil, muchos países de Europa, África del sur y del este, Marruecos, Israel, India, China, Nueva Zelanda. Entre 1980 a 1981 fue por concurso de oposición oficial de enlace de botánica de Australia en el Real Jardín Botánico de Kew en el Reino Unido.

## Algunas publicaciones

### Libros
- murray Ian Hill Brooker. 2008. Field Guide to Eucalypts: Northern Australia. Volumen 3. Colaboró David Kleinig. 2º edición ilustrada de Bloomings Books, 383 pp. ISBN	1876473487

## Honores
En 2006, fue hecho Miembro de la Orden de Australia.
- La abreviatura «Brooker» se emplea para indicar a Ian Brooker como autoridad en la descripción y clasificación científica de los vegetales.[3]